# 林壮行
林壮行，南宋福州闽县人，绍定四年（1231年）辛卯神童科钦赐御射状元，后官至迪功郎、怀远县尉，其故居在今天福州市闽侯县尚干镇。